# Secure Shell
Secure Shell（セキュア シェル、SSH）は、暗号や認証技術を利用して、安全にリモートコンピュータと通信するためのプロトコル。パスワードなどの認証を含むすべてのネットワーク上の通信が暗号化される。

## 概要
従来からTelnet、rsh、rloginなどリモートホストのシェルを利用するためのプロトコルは存在した。しかしながら、これらはネットワークに平文でパスワードを送信するため、パスワードを覗き見（盗聴）される危険性が高く、特にインターネット上では大きな問題であった。SSHは通信を暗号化した代替の通信プロトコルである。
オリジナルのSSHは、フィンランド出身のプログラマであるタトュ・ウルネン (Tatu Ylönen) により1995年に開発され、はじめフリーで公開された。しかし、同年12月には、SSH社 (SSH Communications Security) が設立され、プロプライエタリソフトウェアとなった。
ファイルコピー用のコマンドrcpを代替するscpや、FTPを代替するsftpも用意されている。
SSHの暗号通信はいわゆるハイブリッド暗号であり：
- 鍵交換アルゴリズム（ディフィー・ヘルマン鍵共有など）で共通鍵暗号のセッション鍵を生成し
- 共通鍵暗号（トリプルDES、AESなど）で通信を暗号化し
- 公開鍵暗号（RSAやDSA）でホストやユーザ認証を行なう

認証方式は公開鍵認証の他にも、パスワード認証、ワンタイムパスワードなどが提供されており、各個人/企業の情報セキュリティポリシーに合わせて選択できる。
なりすましを防止するための仕組みも充実している。
現在はバージョン1と2の2種類のプロトコルが共存している。バージョン1は既知の脆弱性があり推奨されない。
商用、自由ソフトウェア含めて幾つかの実装があり、特許や互換性の問題などでやや混乱があったが、2006年にSSHおよびその関連技術がRFCとして制定された。2008年の時点で最も普及しているのは、オープンソースのOpenSSHである。Linuxなどでも標準利用されており、現在では単にSSHと言った場合、OpenSSHの実装系を指すことが多い。

## ソフトウェア

### SSHサーバ
- OpenSSH (マルチプラットフォーム)
- SSH Tectia Server (マルチプラットフォーム)
- Reflection for Secure IT(マルチプラットフォーム)
- Dropbear (Unix系)

### SSHクライアント
- OpenSSH (マルチプラットフォーム)
- PuTTY (Windows, UNIX)
- Xshell (Windows)
- Tera Term (Windows)
- Poderosa (Windows)
- RLogin (Windows)
- SSH Tectia Client (マルチプラットフォーム)
- Reflection for Secure IT(マルチプラットフォーム)
- WebSSH

## セキュリティリスク
SSH接続時にサーバ鍵のフィンガープリントを確認しないと、意図しないリモートコンピュータに接続している事に気づかず、通信内容を盗聴される恐れがある。
SSHサーバによっては、設定次第でブルートフォースアタックでシェルへのアクセスを許してしまう。IPAが発表している不正アクセスの届け出状況では、SSHポート経由でパスワードクラッキングが行われた例が繰り返し発表されている。「パスワード管理の徹底」「セキュリティパッチの適用」「アクセスログの監視による攻撃の迅速な発見」のような対策に加えて、公開鍵認証を採用することをIPAは推奨している。
2023年10月頃にTerrapin Attackという中間者攻撃法が報告された。